# أبيفانيوس البترائي
إبيفانيوس البترائي (المعروف أيضًا باسم أبيفانيوس السوري أو أبيفانيوس العربي)، كان سفسطائيًا وخطيبًا عربيًا في أثينا في النصف الأول من القرن الرابع الميلادي.
ويوصف بأنه قادم من البتراء في شبه الجزيرة العربية في "سودا"، وهي موسوعة بيزنطية من القرن التاسع، ولكن يونابيو يصفه بأنه قادم من سوريا. وهذا ليس بالضرورة تناقضًا، نظرًا لأن العرب الحضريين غالبًا ما يتم تحديدهم على أنهم سوريون. يذكر السودا سفسطائيًا آخر، وهو كالينيكوس البترائي ، وهو سوري عربي آخر في نفس الوقت. كان إبيفانيوس ابنًا لشخص يُدعى أولبيان، وربما لم يكن هو نفس الشخص السفسطائي أولبيان الأنطاكي. كان أبيفانيوس تلميذًا لجوليان الكابادوكي.
يُعرف أن إبيفانيوس كان وثنيًا بسبب حادثة وقعت في لاودكية [الإنجليزية]، حيث كان على علاقة وثيقة مع اثنين من المسيحيين المحليين البارزين، أبوليناريوس الأكبر [الإنجليزية] وابنه أبوليناريوس الأصغر. وفي وقت ما بين عامي 328 و335 حضروا إحدى محاضراته. وفقًا للعرف، طرد إبيفانيوس "غير المبتدئين والمتدينين" (إشارة للمسيحيين بالمغادرة) قبل تلاوة ترنيمة لديونيسوس. كان الأبوليناريون من بين بعض المسيحيين الذين بقوا، مما دفع الأسقف ثيودوتوس [الإنجليزية] إلى حرمانهم.
وفقًا لـ سودا ، قام إبيفانيوس بتدريس البلاغة في البتراء وأثينا، حيث خلف جوليان. يقول إونابيوس أنه كان يعلّم الطلاب من الشرق فقط، وكان يفخر بذلك، حيث كان لدى الإغريق نظرة "الشرق المُتحضر، والغرب الهمج". وكان في ذروة شهرته عندما وصل ليبانيوس إلى أثينا في عام 336. على الرغم من أن ليبانيوس كان ينوي الدراسة تحت إشرافه، إلا أن بعض تلاميذ ديوفانتوس العربي أجبروه على الانضمام إلى معلمهم بدلًا من ذلك. يصف إونابيوس إبيفانيوس بأنه ماهر في تحليل الأسئلة ولكنه ضعيف في الخطاب. اعتبره فيندونيوس أناتوليوس [الإنجليزية] دقيقًا للغاية. ويظهر اسمه مقترنًا باسم جينيثليوس البترائي في تعليقة زوسيموس عن ديموستينيس. يصفه زوسيموس بأنه "المنظر" ويبدو أنه علم بجينثليوس من خلال كتاباته. هناك أيضًا إشارة إلى أبيفانيوس في منداريس [الإنجليزية] سكوريا على ديموسثينيس. حيث يبدو إنه تخصص في نظرية القضايا (صياغة الأسئلة) وقد تكون بعض المقتطفات حول هذا الموضوع من عمله المفقود " حول التشابه والاختلاف بين القضايا".
لم يعش إبيفانيوس حتى سن الشيخوخة. فقد مات هو وزوجته، التي كانت مشهورة بجمالها، دون أن ينجبا أطفالًا بسبب الإنتان. حدث هذا قبل سنوات عديدة من وصول إونابيوس إلى أثينا في عام 362. يذكر كتاب سودا أعمال إبيفانيوس على النحو التالي:
- حول تشابه واختلاف القضايا
- بروجيمناسماتا [الإنجليزية]
- الخطب
- ديمرشس
- بوليمارتشيكوس
- خطابات إبيافانوسية [الإنجليزية]
- تحقيقات نظرية متنوعة

## ملحوظات
1. ↑  Heath 2004، صفحة 82, citing Potter 1990، صفحات 216–218, but Penella 1990، صفحة 95 contrasts Eunapius' descriptions of Epiphanius as Syrian and Diophantus as Arab.
2. 1 2 3 4 5 6 7  Heath 2004، صفحة 82.
3. 1 2 3  Suda Online: ε2741. The Suda entry was copied in the Ionia of إيدوكيا مكرمبولتيسا. نسخة محفوظة 2025-01-25 على موقع واي باك مشين.
4. ↑  The incident is recorded by Socrates of Constantinople and Sozomen and the identity of the Laodicean Epiphanius with the Athenian is made explicit by the Suda, see Smith 1880 and Martindale, Jones & Morris 1971.
5. ↑  DelCogliano 2008، صفحات 259–260.
6. 1 2  Smith 1880.
7. 1 2 3  Martindale, Jones & Morris 1971.
8. ↑  Lieu 2004، صفحات 129–130. The Epiphanius of Libanius' correspondence is not the same person, see Smith 1880.
9. ↑  Heath 2004، صفحات 79, 83.

## فهرس
- DelCogliano، Mark (2008). "The Eusebian Alliance: The Case of Theodotus of Laodicea" (PDF). Zeitschrift für antikes Christentum. ج. 12 ع. 2: 250–266.[وصلة مكسورة]
- Heath، Malcolm (2004). Menander: A Rhetor in Context. Oxford University Press.
- Lieu، Samuel N. C. (2004). "Scholars and Students in the Roman East". في R. MacLeod (المحرر). The Library of Alexandria: Centre of Learning in the Ancient World. I. B. Tauris. ص. 127–142.
- قالب:PLRE
- Penella، Robert J. (1990). Greek Philosophers and Sophists in the Fourth Century A.D.: Studies in Eunapius of Sardis. F. Cairns.
- Potter، D. S. (1990). Prophecy and History in the Crisis of the Roman Empire: A Historical Commentary on the Thirteenth Sibylline Oracle. Oxford University Press.
- Smith، William، المحرر (1880). "Epiphanius 10". قاموس السير و الميثولوجية اليونانية و الرومية  [لغات أخرى]‏. London: John Murray. ص. 40. مؤرشف من الأصل في 2023-06-03.{{استشهاد بموسوعة}}:  صيانة الاستشهاد: علامات ترقيم زائدة (link)